# PDP (серія комп'ютерів)
Programmed Data Processor (абревіатура PDP) — назва серії міні-комп'ютерів, розроблених Digital Equipment Corporation. У цій назві не використано термін «комп'ютер», тому що за часів перших PDP комп'ютер мав репутацію великої, складної і дорогої машини. Слово «міні-комп'ютер» ще не було вигадане. DEC орієнтувалася на компанії, які не могли дозволити собі купити великий комп'ютер.
Різні машини PDP можуть бути згруповані в сімейства залежно від довжини машинного слова.

## Моделі PDP

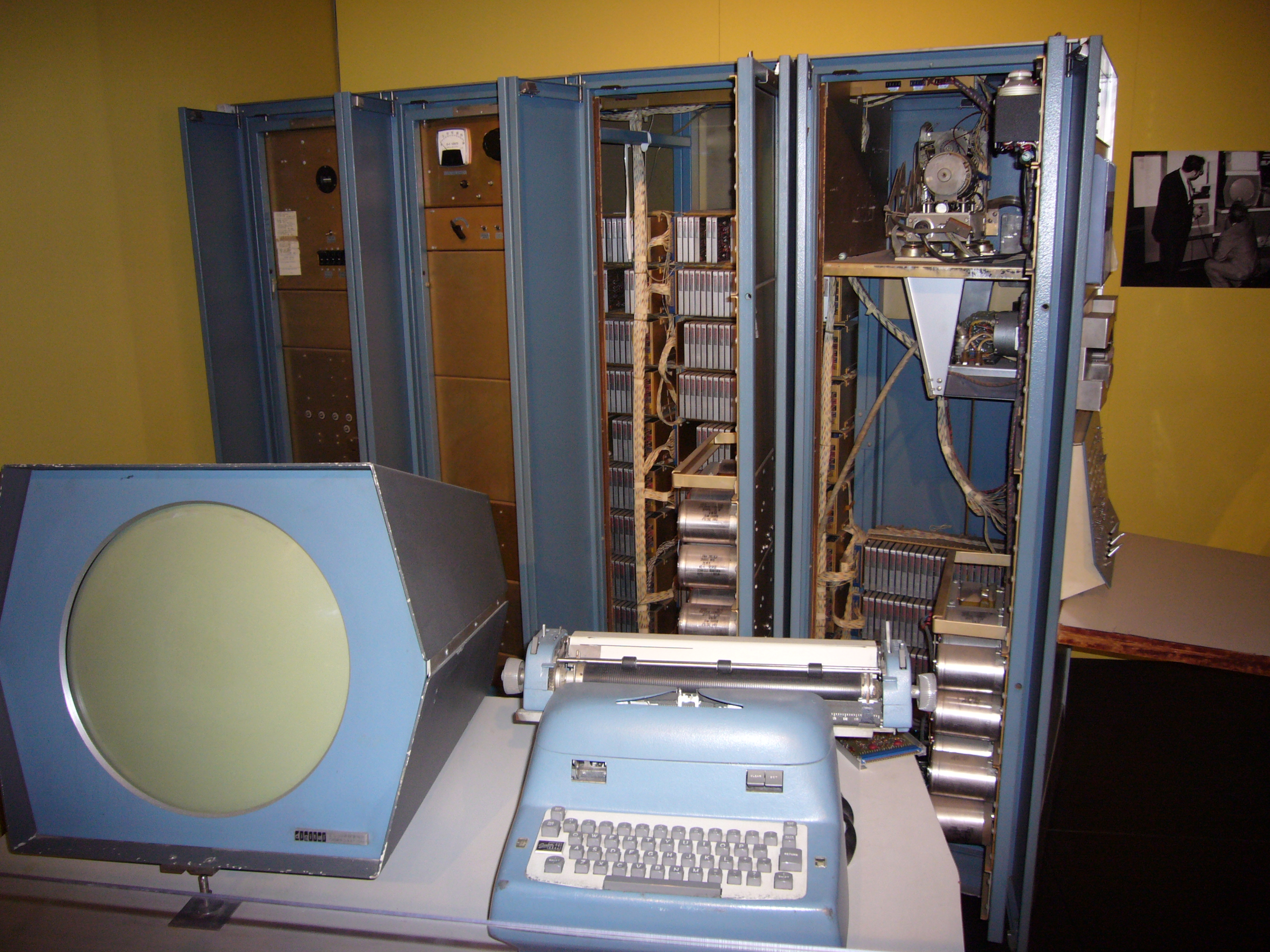
PDP-1

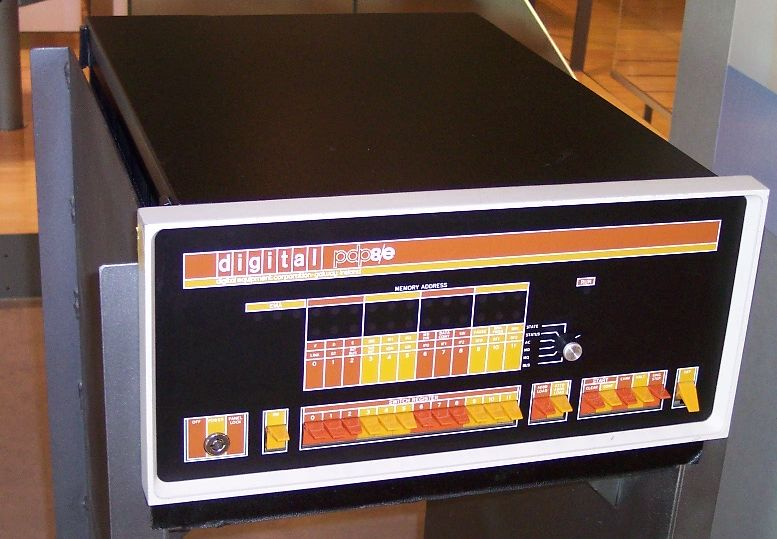
PDP-8 / e

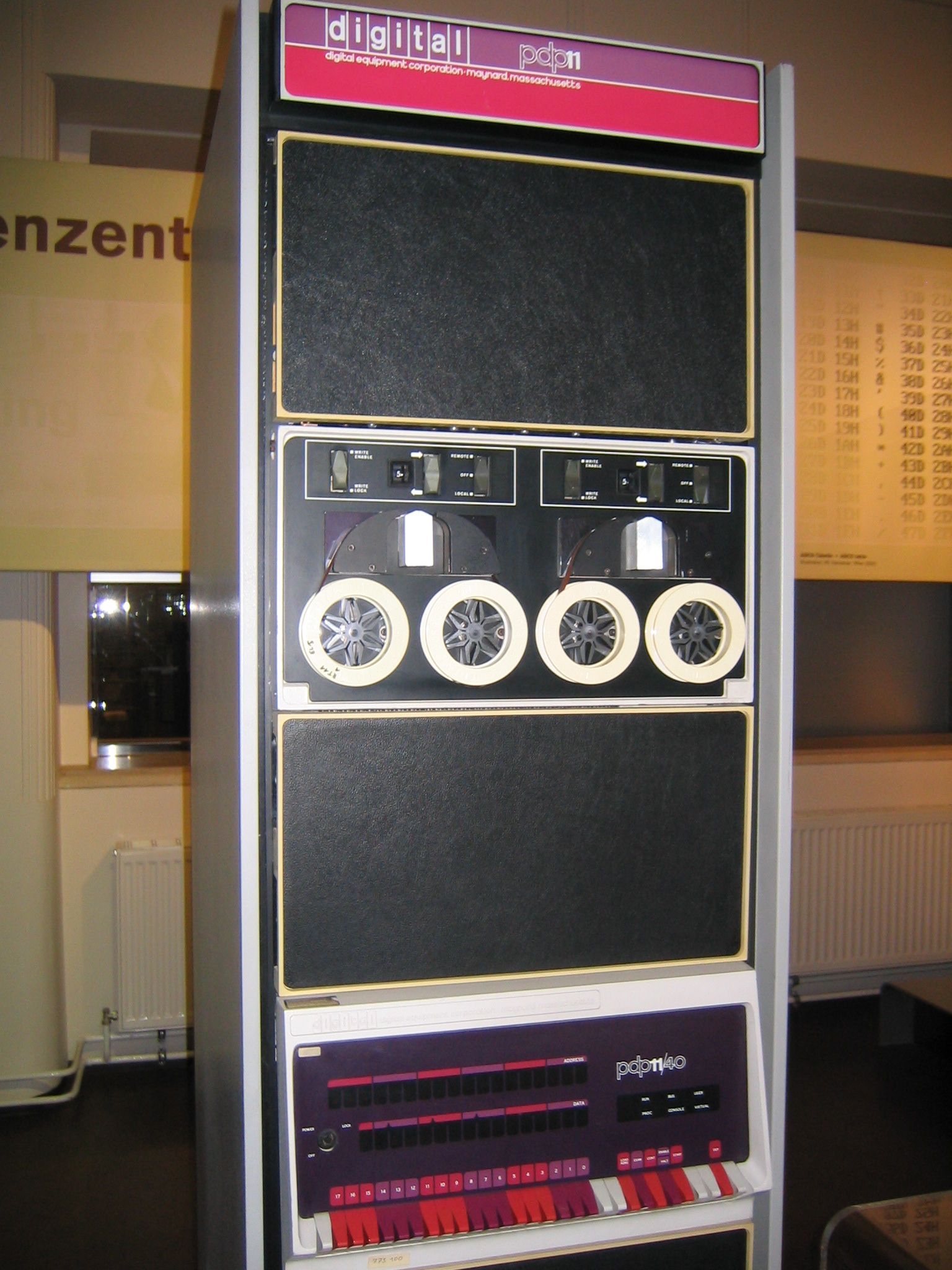
PDP-11/40

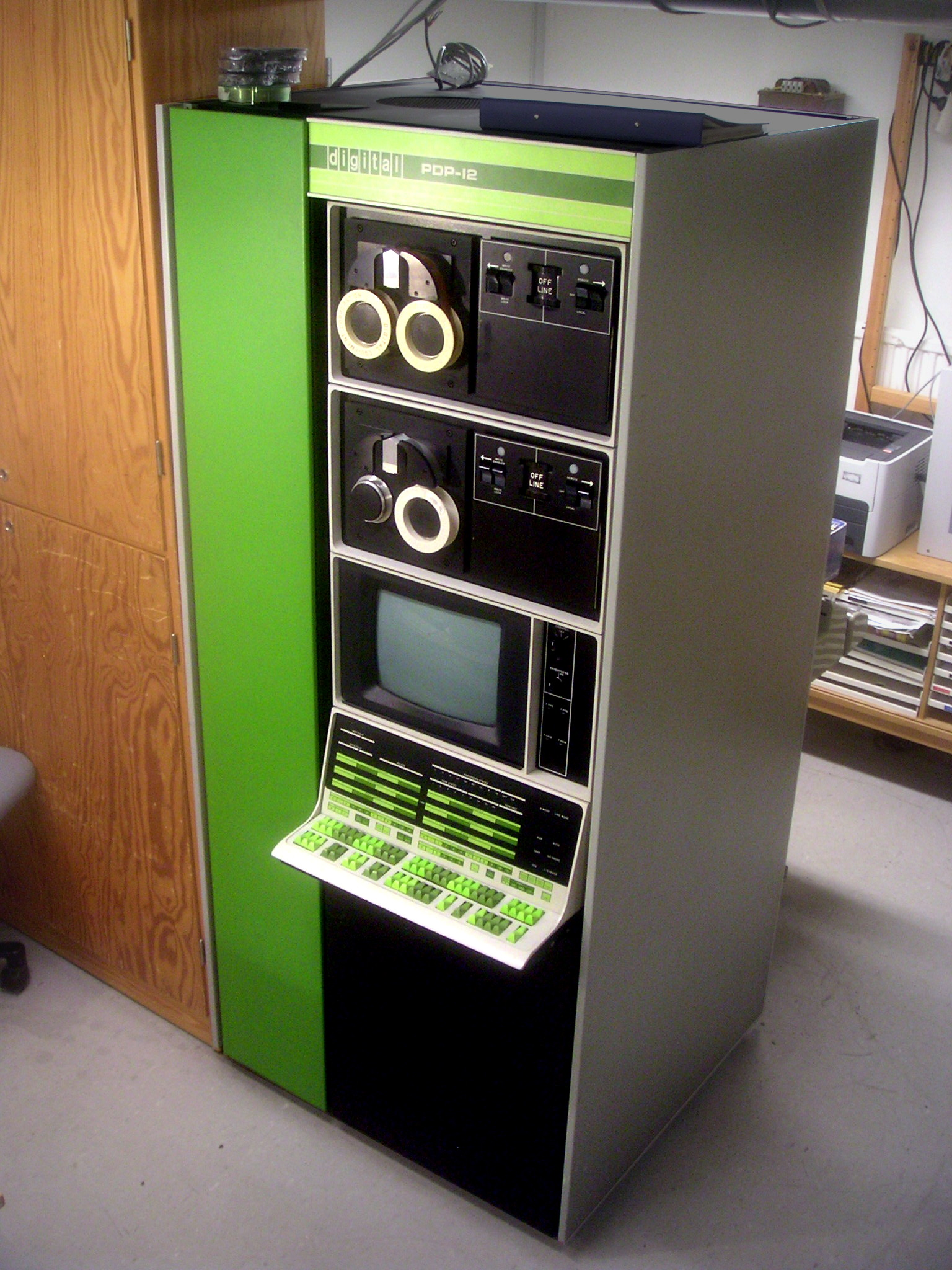
PDP-12

PDP-1(1960 рік) Перша з PDP, 18-бітна машина, на якій працювали операційні системи з розподілом часу. Одну з перших комп'ютерних ігор, Spacewar!, було розроблено на цій машині.
PDP-2
Невипущена розробка 24-бітної машини.
PDP-3
Перша 36-бітна машина від DEC. Була побудована в єдиному екземплярі для Наукового-технологічного інституту ЦРУ у Волтемі, штат Массачусетс. За архітектурою являв собою PDP-1 з розширеною довжиною слова.
PDP-4(1963 рік) Передбачалася як повільніша і дешевша альтернатива PDP-1, але комерційного успіху не мала. Всі наступні 18-бітові машини PDP використовували її систему команд.
PDP-5
(1963 рік) Перша 12-бітна машина від DEC. Представила систему команд, згодом використану в PDP-8.
PDP-6(1964 рік) 36-бітна машина з розподілом часу. Вважалася великим міні-комп'ютером або мейнфреймом.
PDP-7(1964 рік) Заміна для PDP-4. Перша версія Unix була розроблена для цієї машини.
PDP-8(1965 рік) 12-бітна машина з мінімальним набором інструкцій; перший великий комерційний успіх DEC. Багато машин були придбані школами, університетами та дослідницькими центрами. Пізні моделі були використані в текстових процесорах DECmate і робочій станції VT-78 (1977 рік).
LINC-8(1966 рік) Гібрид комп'ютерів LINC і PDP-8; використовував дві системи команд. Прабатько PDP-12.
PDP-9
(1966 рік) Наступник PDP-7; перша машина від DEC, що використовувала мікрокод.
PDP-10(1966 рік) 36-бітна машина з розподілом часу, мала успіх на ринку. Система команд частково запозичена з PDP-6.
PDP-11(1970 рік) 16-бітна машина, що мала величезний комерційний успіх. 32-бітна серія VAX була створена на її основі, перші моделі VAX мали режим сумісності з PDP-11. Система команд PDP-11 вплинула на значне число процесорів, від Motorola 68000 до Renesas H8 і Texas Instruments MSP430. Сімейство PDP-11 було виключно довготривалим, залишаючись на ринку більше 20 років.
PDP-12
(1969 рік) Похідна від LINC-8.
PDP-13
Назва не використовувалась.
PDP-14
12-бітна машина, програмований логічний контролер.
PDP-15
(1969 рік) Остання 18-бітна машина DEC. Це єдина 18-бітна машина, в якій використано інтегральні схеми замість окремих транзисторів. Пізні моделі відносилися до сімейства «XVM».
PDP-16
Програмований логічний контролер, схожий на PDP-14.

## Схожі комп'ютери
- СМ ЕОМ
- Діалоговий обчислювальний комплекс[ru]
- Електроніка БК
- УКНЦ
- TX-0
- LINC